# Said Qala Tepe
Said Qala Tepe ist eine archäologische Ausgrabungsstätte in Afghanistan. Der Siedlungshügel liegt nahe bei Kandahar und ist etwa 8 m hoch und 200 × 200 m groß. In den 1970er Jahren gab es hier begrenzte Ausgrabungen unter der Leitung von Jim G. Shaffer, der zwei 10 m große Quadrate und ein 6 × 2 m großes Gebiet freilegte. Bei diesen Untersuchungen konnten sechs Besiedlungsschichten unterschieden werden. Ein Friedhof datiert in die Kuschan-sassanidische Periode. Vor allem die vier Schichten der vorgeschichtlichen Zeit waren ausgesprochen stark und belegen eine intensive Besiedlung im vierten und dritten Jahrtausend v. Chr., die der Helmand-Kultur zugerechnet werden können. Schicht III konnte in vier (IIIA-D) weitere Besiedlungsschichten unterteilt werden. Bei den Ausgrabungen wurden diverse Architekturen angeschnitten. Vor allem aus Periode II stammen die Reste einer Lehmziegelmauer unbekannter Funktion. Sie besteht aus einem etwa 3 m breiten Fundament, auf dem sich zwei weitere Mauern befinden, deren Zwischenraum mit Ton aufgefüllt wurde. Daneben konnten vor allem in Periode II und III diverse Häuser, die oftmals nur aus einem Raum bestehen, ausgegraben werden.
Es wurde zahlreiche Keramik gefunden, die viele Ähnlichkeiten mit der von Mundigak (etwa 96 km entfernt) hat. Die Keramik ist handgemacht, aber zum Teil auch auf der Töpferscheibe hergestellt. Die Oberflächen waren meist geglättet, aber aus Schicht I stammen auch Scherben, deren Oberfläche eingepresste Korbmuster zeigt. Es gibt bemalte Keramik im Nal-Stil, aber auch solche, die Ähnlichkeiten mit der Amri-Kultur im Industal hat. Bemalte Keramik machte nie mehr als etwa 10 % des gesamten Keramikvolumens aus. Es fanden sich zahlreiche Steinwerkzeuge, Knochenartefakte, aber auch zahlreiche Bronzeobjekte, bei denen es sich meist um Werkzeuge handelt. Zu den anderen Funden gehören Fragmente von Steingefäßen, Webspindeln und Perlen aus verschiedenen Materialien. Daneben kamen verschiedene Siegel mit geometrischen Motiven zutage. Es fanden sich des Weiteren diverse Rinderfiguren aus Ton und Menschenfiguren aus demselben Material.
Die chronologische Einordnung der Funde ist problematisch. Es wurden drei C-14-Untersuchungen durchgeführt, die jedoch die ältesten Daten für die jüngsten Schichten erbrachten, was eventuell auf Grundwasserverunreinigungen zurückzuführen ist. Die chronologische Einbindung der Funde fand dementsprechend anhand von Vergleichen mit anderen Fundorten, vor allem mit der Keramik von Mundigak statt. Schichten Said Qala Tepe I-IV korrespondieren in der Keramik vor allem mit den Schichten Mundigak III-IV, die wiederum von etwa 3500 bis 2400 v. Chr. anzusetzen sind.